# Stamnodes symniora
Stamnodes symniora là một loài bướm đêm trong họ Geometridae.